# Minettia argentiventris
Minettia argentiventris är en tvåvingeart som beskrevs av Malloch 1928. Minettia argentiventris ingår i släktet Minettia och familjen lövflugor. Inga underarter finns listade i Catalogue of Life.